# Cardotiella secunda
Cardotiella secunda là một loài Rêu trong họ Orthotrichaceae. Loài này được (Müll. Hal.) Vitt mô tả khoa học đầu tiên năm 1981.